# 오쿠니촌 (이바라키현)
오쿠니촌(大国村)은 이바라키현 마카베군에 일찍이 존재했던 촌이다. 현재의 사쿠라가와시 중부에 해당한다.

## 역사
- 1889년 4월 1일 - 정촌제 시행에 의해 아오키촌, 다카모리촌, 오쿠니타마촌, 다카쿠촌, 가나시키촌이 합병해 마카베군 오쿠니촌이 성립하였다.
- 1954년 1월 22일 - 아마비키촌과 합병해 야마토촌이 성립하여, 동일 오쿠니촌은 폐지되었다.

## 인구
| 1889년 | 2,279 |
| 1891년 | 2,658 |
| 1920년 | 3,099 |
| 1935년 | 3,473 |
| 1950년 | 4,136 |

## 참고문헌
- 角川日本地名大辞典編纂委員会『角川日本地名大辞典 8 茨城県』、角川書店、1983年 ISBN 4040010809
- 日本加除出版株式会社編集部『全国市町村名変遷総覧』、日本加除出版、2006年、ISBN 4817813180